# Lyriq Bent
Lyriq Bent (ur. 1979) – kanadyjski aktor filmowy i telewizyjny.

## Życiorys
Pochodzi z Ontario, jest pochodzenia afroamerykańskiego. Ukończył Seneca College w North York, dzielnicy Toronto, jest technikiem grafiki komputerowej. Zajął się aktorstwem i w 2000 debiutował epizodyczną rolą w kanadyjskim serialu Zagadki z przeszłości (Relic Hunter).
Występował jako sierżant Danny Blackstone w serialu sensacyjnym Życie ulicy (Street Time, 2002) Showtime'u, a także jako Devon w seryjnym kryminale Platinum − świat hip-hopu (Platinum, 2003) UPN-u. Towarzyszył Tyrese’owi Gibsonowi i Markowi Wahlbergowi na planie sensacyjnego filmu Czterej bracia (Four Brothers, 2005) w reżyserii Johna Singletona oraz odegrał oficera Daniela Rigga, przewodzącego oddziałowi S.W.A.T., w kasowym thrillerze Piła II (Saw, 2005). Wcielał się następnie w główną rolę męską w dramatycznym serialu Oczy Angeli (Angela's Eyes, 2006) stacji Lifetime Television oraz powtórzył rolę oficera Rigga w dwóch kolejnych projektach z serii Piła: Pile III (Saw III, 2006) i Pile IV (Saw IV, 2007). W horrorze akcji Zew krwi (2007) partnerował Eliasowi Koteasowi i Jasonowi Behrowi, a w thrillerze Mother’s Day (2010) − czwartym z kolei filmie reżyserowanym przez Darrena Lynna Bousmana − zagrał u boku Rebekki De Mornay, Jaime King i Kandyse McClure.
Przez udział w rodzimych, kanadyjskich, jak i amerykańskich produkcjach zyskiwał coraz większą popularność, przez co w 2006 czasopismo „Playback Magazine” przyznało mu tytuł jednego ze wschodzących gwiazdorów Kanady.